# Benoît Jarrier
Benoît Jarrier (Le Mans, 1º febbraio 1988) è un ex ciclista su strada francese, professionista dal 2013 al 2020.

## Palmarès

### Strada
- 2007 (Juniores)

Classifica generale Tour du Bocage et de l'Ernée 53
Tour du Morbihan Juniors
- 2008 (Perche-Agem 72, Under-23)

Trio Normand (con Nicolas Edet e Samuel Plouhinec)
- 2014 (Bretagne-Séché Environnement, una vittoria)

6ª tappa Tour de Normandie (Torigni-sur-Vire > Caen)

#### Altri successi
- 2008 (Perche-Agem 72, Under-23)

Classifica a punti Kreiz Breizh Elites

### Ciclocross
- 2013-2014

Ciclocross Saint-Mars-d'Outille
- 2015-2016

Ciclocross Tours
- 2016-2017

Ciclocross Coudray
- 2018-2019

Ciclocross Vaas
- 2019-2020

Ciclocross Bernay
Ciclocross Breil-sur-Mérize

## Piazzamenti

### Grandi Giri
- Tour de France

2014: 152º

### Classiche monumento
- Parigi-Roubaix

2013: 85º
2014: 45º
2015: 38º
2016: 64º
2017: fuori tempo massimo
2018: ritirato
2019: 82º